# Pablo Thomaz
Pablo Thiago Ferreira Thomaz, noto semplicemente come Pablo Thomaz (Ribeirão Preto, 7 settembre 1999), è un calciatore brasiliano, attaccante del Botafogo-SP in prestito dal Maricá.

## Caratteristiche tecniche
È un'ala destra.

## Carriera
Cresciuto nel settore giovanile del Coritiba, esordisce in prima squadra l'11 giugno 2018 giocando da titolare l'incontro di Série B pareggiato 1-1 contro la Juventude. Nel gennaio del 2020 viene ceduto in prestito al Red Bull Brasil, dove gioca 15 incontri nel Campeonato Paulista Série A2, mettendo a segno 3 reti. Rientrato dal prestito nell'ottobre dello stesso anno, debutta nel Brasileirão nel corso del match casalingo pareggiato 1-1 contro il San Paolo.

## Statistiche
Statistiche aggiornate al 4 giugno 2023.

### Presenze e reti nei club
| Stagione        | Squadra         | Campionato      | Campionato | Campionato | Coppe nazionali | Coppe nazionali | Coppe nazionali | Coppe continentali | Coppe continentali | Coppe continentali | Altre coppe | Altre coppe | Altre coppe | Totale | Totale | Totale |
| Stagione        | Squadra         | Comp            | Pres       | Reti       | Comp            | Pres            | Reti            | Comp               | Pres               | Reti               | Comp        | Pres        | Reti        | Pres   | Reti   |        |
| --------------- | --------------- | --------------- | ---------- | ---------- | --------------- | --------------- | --------------- | ------------------ | ------------------ | ------------------ | ----------- | ----------- | ----------- | ------ | ------ | ------ |
| 2018            | Coritiba        | A1/PR+B         | 0+5        | 0          | CB              | 0               | 0               |                    | -                  | -                  |             | -           | -           | 5      | 0      |        |
| 2019            | Coritiba        | A1/PR+B         | 0          | 0          | CB              | 0               | 0               |                    | -                  | -                  |             | -           | -           | 0      | 0      |        |
| 2020            | Red Bull Brasil | A2/SP           | 15         | 3          | CB              | 0               | 0               |                    | -                  | -                  |             | -           | -           | 15     | 3      |        |
| 2020            | Coritiba        | A1/PR+A         | 0+13       | 0          | CB              | 0               | 0               |                    | -                  | -                  |             | -           | -           | 13     | 0      |        |
| 2021            | Coritiba        | A1/PR+A         | 2+0        | 0          | CB              | 0               | 0               |                    | -                  | -                  |             | -           | -           | 2      | 0      |        |
| Totale Coritiba | Totale Coritiba | Totale Coritiba | 20         | 0          |                 | 0               | 0               |                    | -                  | -                  |             | -           | -           | 20     | 0      |        |
| 2021            | Santos          | A1/SP+A         | 0          | 0          | CB              | 0               | 0               | CL                 | 0                  | 0                  | CP          | 5           | 0           | 5      | 0      |        |
| 2022            | Paraná          | A1/PR+D         | 8+8        | 0          | CB              | 1               | 0               |                    | -                  | -                  |             | -           | -           | 17     | 0      |        |
| 2023            | Audax Rio       | A/RJ            | 15         | 6          |                 | -               | -               |                    | -                  | -                  |             | -           | -           | 15     | 6      |        |
| 2023            | CEOV            | D               | 3          | 2          |                 | -               | -               |                    | -                  | -                  |             | -           | -           | 3      | 2      |        |
| Totale carriera | Totale carriera | Totale carriera | 69         | 11         |                 | 1               | 0               |                    | 0                  | 0                  |             | 5           | 0           | 75     | 11     |        |